# Tryptyk z Trzebuni
Tryptyk z Trzebuni – gotycki ołtarz w formie tryptyku autorstwa anonimowego malarza, z którego do dziś zachowały się dwa boczne skrzydła, przedstawiające świętą i świętego. Obrazy wykonane są na drewnie lipowym pokrytym podkładem klejowym w technice temperowej ze złoceniami. Awersy są dobrze zachowane, rewersy – bardzo uszkodzone.
Umowna nazwa pochodzi od miejscowości Trzebunia, w której znaleziono skrzydła w XIX wieku, jednak pierwotnie ołtarz mógł być przeznaczony dla kościoła w Krakowie. Badacze różnie datują dzieło, wskazując na lata od końca XIV wieku do ok. 1430. Także identyfikacja świętych nie jest jednoznaczna. 

## Opis

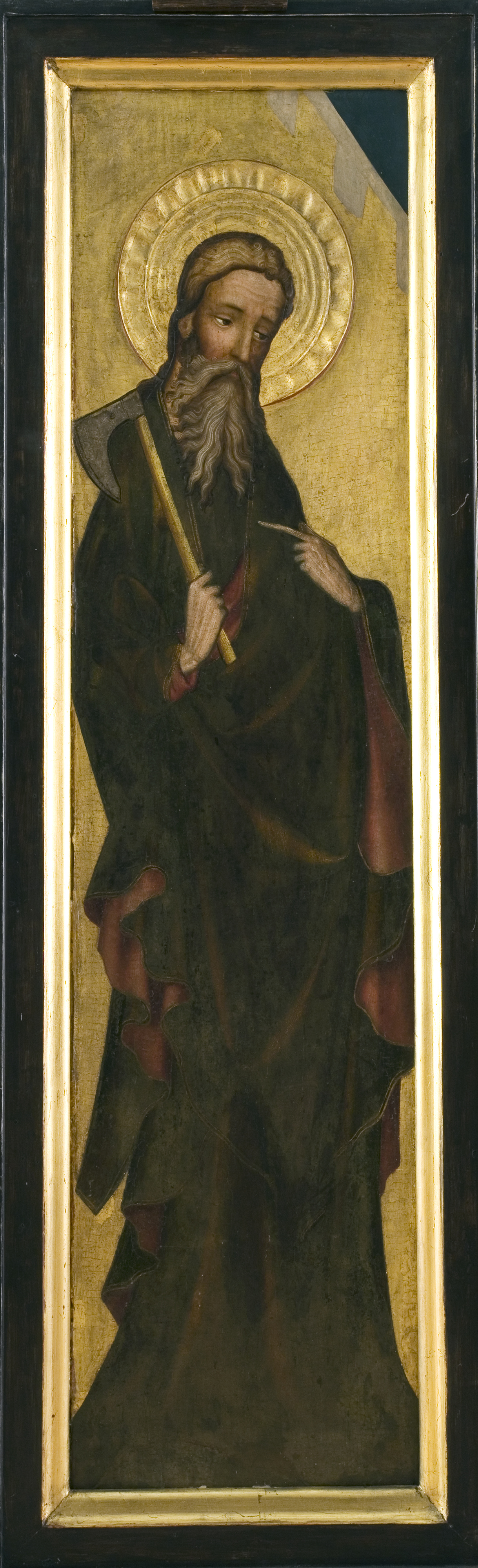
Święty Maciej

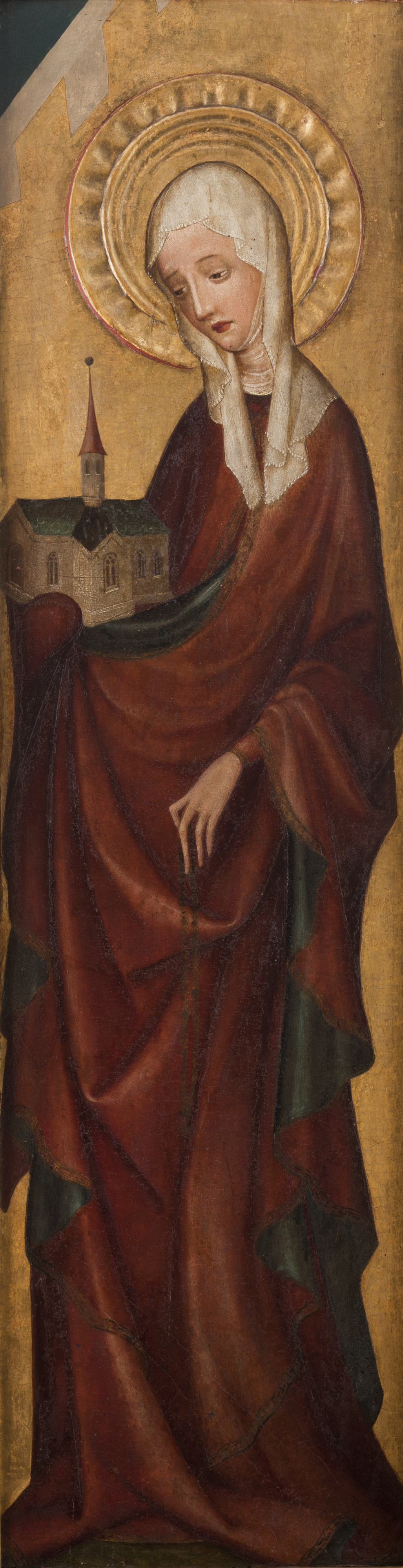
Święta Jadwiga śląska

Na awersach przedstawione są dwie stojące postaci na złotym tle – na lewym skrzydle świętego, na prawym świętej. Ich esowato wygięte sylwetki są wpasowane w kształt pola obrazu i wypełniają je niemal w całości. Święci są zwróceni symetrycznie ku sobie. Ubrani są w ciemne, długie szaty o nasyconych barwach, które zakrywają całe ciało z wyjątkiem twarzy i dłoni. Wokół głów mają aureole. 
Postać świętego zwrócona jest 3/4 w prawo. Ma na sobie ciemnoczerwoną szatę, która opada tworząc ciężkie fałdy. W prawej ręce trzyma oparty na ramieniu topór, lewą ręką wskazuje na piersi. Głowę lekko opuszcza i patrzy w dół. Ma siwe włosy, wąsy i długą brodę, rozdzieloną na pojedyncze kosmyki oraz podłużne, półprzymknięte oczy. Wypukła aureola, otaczająca głowę świętego, złożona jest z koncentrycznych kół, z których zewnętrzne jest najszersze i ma karbowany brzeg.
Święta zwrócona jest w 3/4 w lewo. Ubrana jest w czerwono-zieloną szatę, wokół szyi ma owiniętą białą tkaninę, a na głowie - białą chustę, której końce spadają na pierś. W prawej ręce trzyma przez ubranie model kościoła z wieżyczką na skrzyżowaniu naw. W lewej ręce, opuszczonej w dół i ugiętej, trzyma różaniec. Święta patrzy w dół, a jej głowę otacza taki sam nimb, jak świętego.
Postaci świętych, bardzo wysmukłe i wątłe, są zbudowane niezgodnie z proporcjami. Nadmiernie długie i cienkie są także ich dłonie i palce, głowy mają wydłużony kształt, a ramiona bardzo spadziste. Postaci są statyczne, nieruchome, wykonują jedynie dłońmi spokojne gesty. Ekspresji służy wyłącznie wyraz ich twarzy - melancholijny, senny i smutny. Święci umieszczeni są w odrealnionej, niebiańskiej scenerii, na co wskazuje złote tło.
Na rewersach przedstawiona jest scena Zwiastowania.

## Historia
Nieznana jest data powstania dwóch bocznych skrzydeł tryptyku z Trzebuni, autor oraz pierwotne miejsce, do którego całe dzieło było przeznaczone. Obrazy zostały znalezione w XIX-wiecznej kaplicy przydrożnej w Trzebuni, po czym przeszły w posiadanie ks. Józefa Żeliwskiego z Postolic, od którego odkupiło je w 1927 roku Muzeum Narodowe w Krakowie. Skrzydła są jego własnością do dziś. Skrzydła tryptyku z Trzebuni zostały po raz pierwszy opublikowane przez Feliksa Koperę i Józefa Kwiatkowskiego w 1929 roku.
Obrazy były konserwowane w 1928 roku przez W. Zarzyckiego. W 1968 M. Schuster-Gawłowska zabezpieczyła warstwy malarskie, a w 1967 przeprowadzono badanie drewna.

## Datowanie
Obrazy z Trzebuni są, obok ołtarzyka z koronacją NMP ze zbiorów Domu Matejki, uznawane za jedne z najstarszych przykładów małopolskiego malarstwa tablicowego, nie ma jednak zgody co do ich precyzyjnego datowania. Wymieniane są daty od końca XIV wieku do lat 1420–1430. 
Pierwsi badacze tego dzieła, F. Kopera i J. Kwiatkowski wskazali na XIV wiek, M. Walicki najpierw na 1390, a następnie na ostatnie lata XIV wieku lub początek XV. T. Dobrowolski datę sprecyzował na rok ok. 1400, A. Karłowska-Kamzowa na 1400 lub przed 1400. Późniejsi badacze czas powstania przesunęli na XV wiek - M. Kopff, T. Chrzanowski i M. Kornecki na rok 1420, J. Gadomski - na lata około 1420–1430.

## Identyfikacja świętych
Badacze różnie identyfikowali postacie przedstawione na obrazach. Mężczyzna bywa określany jako św. Maciej lub św. Jakub, kobieta – jako św. Klara, św. Jadwiga lub św. Elżbieta.
Mężczyzna został określony przez pierwszych badaczy jako św. Maciej. M. Walicki w roku 1938 rozpoznał go jako świętego Jakuba, ale już w kolejnej pracy (1961) stwierdził, że jej prawidłowe określenie (jako św. Macieja) zawdzięczamy kartotece Muzeum Narodowego w Krakowie. T. Dobrowolski powrócił do identyfikacji ze św. Jakubem, po czym zmienił ją na św. Macieja. M. Kopff, J. Gadomski, T. Chrzanowski i M. Kornecki rozpoznawali go jako św. Macieja.
Kobieta została określona przez F. Koperę i J. Kwiatkowskiego jako św. Klara. Zdanie to podzielił w 1938 roku M. Walicki, ale podobnie jak to było w przypadku świętego, odmienny pogląd wyraził w publikacji z 1961 roku, gdzie uznał ją za św. Jadwigę. Z opinią tą zgodziła się M. Kopff, która stwierdziła, że to właśnie św. Jadwiga tradycyjnie przedstawiana jest z różańcem oraz modelem kościoła, odwołującym się do kościoła cysterek w Trzebnicy, który święta ufundowała wraz z mężem. J. Gadomski stwierdził natomiast, że świętą można uznać albo za Jadwigę albo za Elżbietę, jednak nie jest to na razie możliwe do rozstrzygnięcia. Ze zdaniem tym nie zgodził się T. Dobrowolski. Potwierdził co prawda, że atrybuty św. Elżbiety i Jadwigi są takie same (różaniec, model kościoła), jednak według niego to Jadwiga jest zazwyczaj przedstawiana z modelem kościoła jednowieżowego. Odrzucił także argument J. Gadomskiego, który powołał się na znalezione na gruncie kredowym ślady po zamalowanej łyżce i misce, mogące być atrybutami św. Elżbiety i potwierdzać identyfikację postaci z tą właśnie świętą. Dobrowolski uznał, że znalezisko to przemawia jednak za św. Jadwigą, a poza tym kult św. Jadwigi bliższy był Polsce niż kult św. Elżbiety.

## Pierwotna lokalizacja
J. Gadomski wysunął bardzo ostrożną hipotezę, dotyczącą pierwotnego miejsca przeznaczenia tryptyku. Przypuszczał, że obraz był przeznaczony do któregoś z kościołów krakowskich, jednak ze względu na brak środkowej części tryptyku i dużą ilość świątyń związanie go z konkretnym kościołem jest trudne. Tym niemniej zauważył, że w kaplicy Mariackiej w katedrze wawelskiej znajdował się ołtarz św. Elżbiety, a na jednym ze skrzydeł tryptyku przedstawiona jest postać, która może być identyfikowana właśnie jako św. Elżbieta. W kaplicy tej pochowano żonę Władysława Jagiełły, Elżbietę z Pileckich Granowską (zm. 1420), a ołtarz został ufundowany przez jej syna w 1426 roku. Data ta jest zbliżona zatem do prawdopodobnego czasu powstania tryptyku z Trzebuni i stąd przypuszczenie o pierwotnej lokalizacji tryptyku na Wawelu. Ołtarz św. Elżbiety usunięto z kaplicy w XVI wieku. 
Natomiast A. Karłowska-Kamzowa, określając świętą jako św. Jadwigę, zasugerowała, że skrzydła pierwotnie mogły być częścią ołtarza św. Jadwigi na Wawelu. 

## Geneza formalna

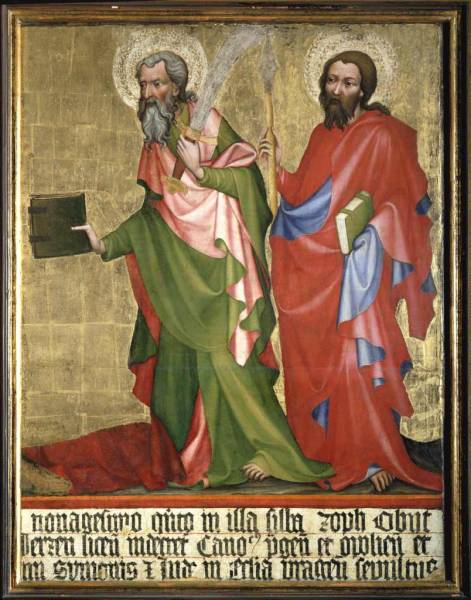
Epitafium Jana z Jeřeně, koniec XIV w. Galeria Narodowa w Pradze

Geneza formalna skrzydeł tryptyku nie jest jasna i bywają one wiązane z różnymi regionami – Włochami, Czechami, Śląskiem, Nadrenią. Są to dzieła wyjątkowe na tle im współczesnego malarstwa gotyckiego w Polsce.
Pierwsi badacze znaleźli dzieła analogiczne do skrzydeł tryptyku z Trzebuni w sztuce włoskiej i czeskiej XIV wieku, gdzie można spotkać podobnie wydłużone postacie o wąskich dłoniach z długiemi palcemi o dość sztucznym układzie. M. Walicki, który odrzucił te przypuszczenia.
Natomiast związki z Czechami były wielokrotnie zauważane przez kolejnych badaczy. W tym kontekście przywoływano kilka dzieł, wykazujących podobieństwa ze skrzydłami z Trzebuni:  epitafium Jana z Jerzeń, ołtarz z Dubečka, obrazy Mistrza Ołtarza z Trzeboni, ołtarz w Zátoň (podobieństwo wyglądu świętego do twarzy św. Jana Chrzciciela), Matka Boska Bolesna z Kreuzberku (podobieństwo świętej), "Chrystus Bolesny" (powstały pod wpływem czeskim, Innsbruck, pierwsze dwudziestolecie XV w.). Badacze niejednokrotnie skrzydła wiązali z tzw. stylem pięknym i III stylem malarstwa czeskiego. Na związek ze sztuką Czech wskazują także według J. Gadomskiego czerwone tła, widoczne na rewersach obrazów. Stwierdził on: skrzydła tryptyku z Trzebuni są dziełem malarza związanego początkowo z pograniczem czesko-austriackim [...], w Małopolsce czynnego w trzecim dziesięcioleciu wieku XV.
Subtelne powiązania z malarstwem kolońskim (nadreńskim) oraz śląskim zauważył M. Walicki, który podobne postaci pod względem fizjonomicznym do świętej znalazł w malarstwie śląskim i krakowskim z początku XV, a podobne pod względem wertykalizmu – na skrzydłach ołtarza z Czchowa. Skrzydła z Trzebuni uznał za miejscową odmianę międzynarodowego stylu miękkiego. T. Dobrowolski także zwrócił uwagę na związki ze sztuką Małopolski i Śląska – za tym drugim miałby według niego przemawiać fakt, iż Jadwiga była jego patronką.

## Kształt obrazów i nimbów
Badacze zwrócili także uwagę na niezwykłe, plastyczne nimby, wywodzone ze sztuki Włoch lub malarstwa południowo-czeskiego i austriackiego.
Zauważono także nietypowy kształt obrazów. Ich górne wewnętrzne narożniki są ukośnie ścięte, co może być śladem po trójkątnym zakończeniu szczytowym. J. Gadomski przypuszcza, że pierwotnie skrzydła miały zakończenia ostre lub ostre o szczytach ściętych.